# Traffic Sports USA

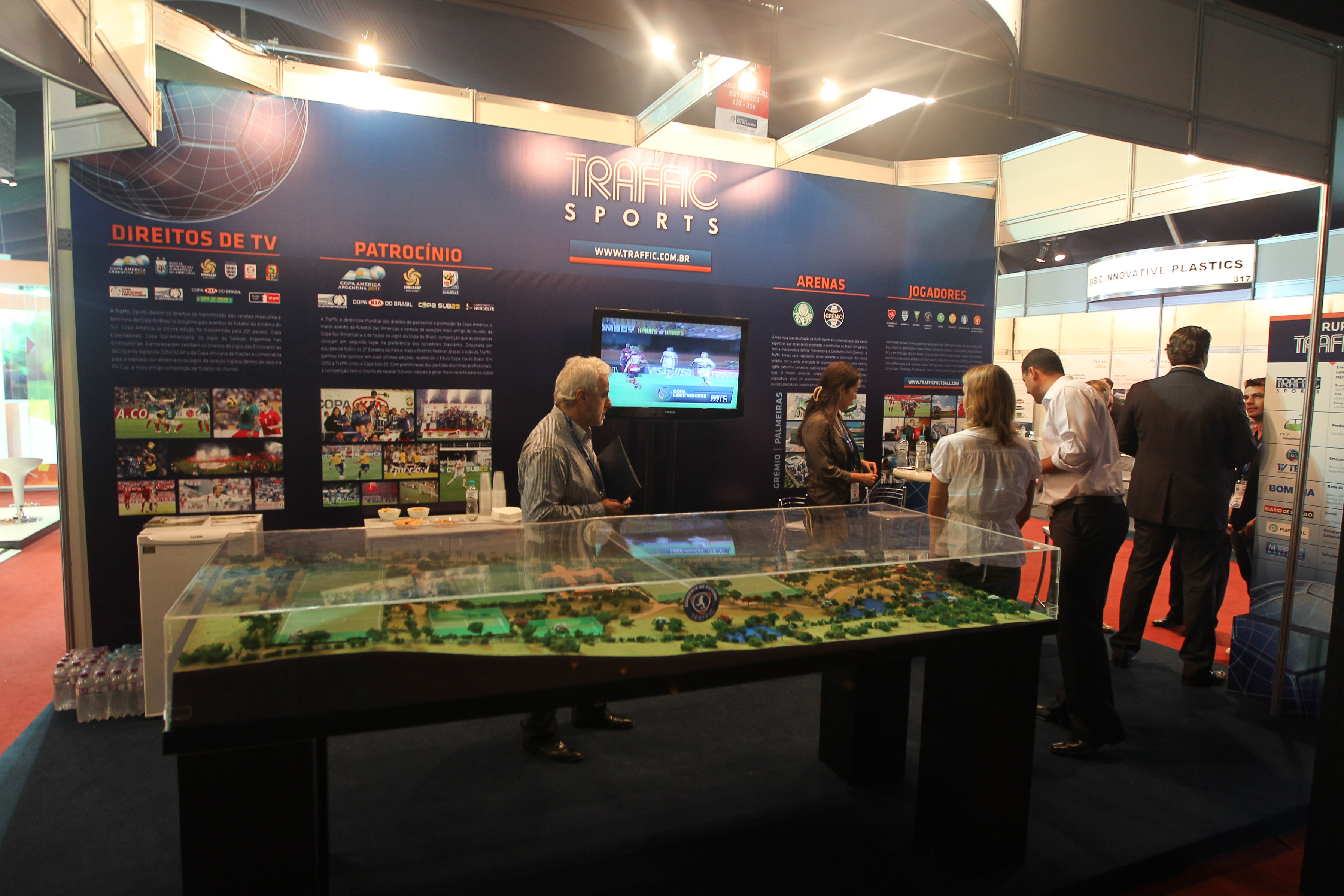
Stand de Traffic Sports en Soccerex 2010

Traffic Sports USA, con sede en Miami, es una empresa de gestión de eventos de fútbol en la región de América del Norte, Centroamérica y en la región del Caribe.

## Operación
Una división de Traffic Group, Traffic Sports USA ha sido responsable de la organización y/o comercialización de muchos de los eventos internacionales de fútbol de la región, incluyendo la gran mayoría de los partidos de las Eliminatorias de CONCACAF FIFA World Cup Qualifying, cinco de las últimas seis CONCACAF Copa Oro, la CONCACAF Champions League, el Campeonato Sub-17 de la CONCACAF, la Copa de Naciones Centroamericana UNCAF, y cientos de partidos amistosos. Anteriormente conocido como Inter Forever Sports, Traffic Sports USA se estableció hace más de 15 años.
A Traffic Sports de Brasil se le otorgaron los derechos de asociación comercial para la Copa de Oro de la Concacaf 2012 y las de 2013, 2014 y 2015 los torneos de la CONCACAF Liga de Campeones.

## Acusaciones de soborno
Traffic Sports fue identificado en el caso de corrupción en la FIFA en 2015 por las denuncias relacionadas con el soborno en la adjudicación de los derechos comerciales y de marketing que se remontan a 1991. Aaron Davidson, presidente de Traffic Sports USA, fue acusado el 27 de mayo de 2015 sobre múltiples cargos, incluyendo el soborno y la lavado de dinero. Traffic Sports USA fue declarada culpable en este caso.